# Gonçalo Inácio
Gonçalo Inácio né le 25 août 2001 à Almada au Portugal, est un footballeur international portugais qui évolue au poste de défenseur central au Sporting CP.

## Biographie

### En club
Né à Almada au Portugal, Gonçalo Inácio est formé par le club local de l'Almada A.C. (en) avant de rejoindre le Sporting CP. Il signe son premier contrat professionnel à l'âge de 16 ans en janvier 2018.
Il joue son premier match en professionnel le 4 octobre 2020 contre le Portimonense SC, en championnat. Il entre en jeu ce jour-là à la place de Zouhair Feddal et son équipe s'impose par deux buts à zéro. Le 4 novembre 2020 il prolonge son contrat avec le Sporting jusqu'en 2025,. Le 23 novembre suivant il inscrit son premier but en professionnel face au SG Sacavenense, à l'occasion d'une rencontre de coupe du Portugal. Il participe ainsi à la victoire de son équipe par sept buts à un. Titulaire lors de la finale de l'édition 2020-21 de la Coupe de la Ligue portugaise face au SC Braga le 23 janvier 2021, il se montre décisif en étant passeur sur le but de Pedro Porro, le seul du match, qui permet donc à son équipe de s'imposer et de remportée le trophée.
Il devient champion du Portugal en 2021.

### En sélection
Avec les moins de 18 ans, Inácio joue un total de huit matchs, tous en 2019.
Gonçalo Inácio compte trois sélections avec l'équipe du Portugal des moins de 19 ans, toutes obtenues en 2019.
En mai 2024, il fait partie de la liste des 26 joueurs convoqués par Roberto Martinez pour disputer l'Euro 2024 . 

## Statistiques
| Saison                | Club                  | Championnat           | Championnat | Championnat | Championnat | Coupe nationale | Coupe nationale | Coupe nationale | Coupe de la Ligue | Coupe de la Ligue | Coupe de la Ligue | Supercoupe | Supercoupe | Supercoupe | Compétition(s) continentale(s) | Compétition(s) continentale(s) | Compétition(s) continentale(s) | Compétition(s) continentale(s) | Portugal | Portugal | Portugal | Total | Total | Total |
| Saison                | Club                  | Division              | M.          | B.          | P.d.        | M.              | B.              | P.d.            | M.                | B.                | P.d.              | M.         | B.         | P.d.       | Comp.                          | M.                             | B.                             | P.d.                           | M.       | B.       | P.d.     | M.    | B.    | P.d.  |
| 2020-2021             | Sporting CP           | Primeira Liga         | 20          | 1           | 1           | 2               | 1               | 0               | 3                 | 0                 | 0                 | -          | -          | -          | -                              | -                              | -                              | -                              | -        | -        | -        | 25    | 2     | 1     |
| 2021-2022             | Sporting CP           | Primeira Liga         | 28          | 4           | 2           | 5               | 0               | 0               | 4                 | 1                 | 0                 | 1          | 0          | 0          | C1                             | 7                              | 1                              | 0                              | -        | -        | -        | 45    | 6     | 2     |
| 2022-2023             | Sporting CP           | Primeira Liga         | 33          | 1           | 3           | 1               | 0               | 0               | 6                 | 2                 | 0                 | -          | -          | -          | C1+C3                          | 6+6                            | 0+1                            | 0                              | 3        | 0        | 0        | 55    | 4     | 3     |
| 2023-2024             | Sporting CP           | Primeira Liga         | 32          | 1           | 0           | 5               | 0               | 0               | 3                 | 0                 | 0                 | -          | -          | -          | C3                             | 9                              | 3                              | 0                              | 9        | 2        | 1        | 58    | 6     | 1     |
| 2024-2025             | Sporting CP           | Primeira Liga         | 28          | 3           | 3           | 5               | 1               | 0               | 1                 | 0                 | 0                 | 1          | 1          | 0          | C1                             | 7                              | 1                              | 0                              | 5        | 0        | 0        | 47    | 6     | 3     |
| 2025-2026             | Sporting CP           | Primeira Liga         | 2           | 0           | 1           | 0               | 0               | 0               | 0                 | 0                 | 0                 | 1          | 0          | 0          | C1                             | 0                              | 0                              | 0                              | 0        | 0        | 0        | 3     | 0     | 1     |
| Total sur la carrière | Total sur la carrière | Total sur la carrière | 143         | 10          | 9           | 18              | 2               | 0               | 17                | 3                 | 0                 | 3          | 1          | 0          | -                              | 35                             | 6                              | 0                              | 17       | 2        | 1        | 233   | 24    | 10    |

## Palmarès
Sporting CP
- Championnat du Portugal (3) :
  - Vainqueur : 2021, 2024 et 2025

- Coupe du Portugal (1) :
  - Vainqueur : 2025.

- Coupe de la Ligue portugaise (1) :
  - Vainqueur : 2021.

 Portugal
- Ligue des Nations (1) :
  - Vainqueur : 2025.